# Condado de Choctaw (Oklahoma)
O Condado de Choctaw é um dos 77 condados do estado americano do Oklahoma. A sede do condado é Hugo, que é também a sua maior cidade. O condado foi fundado em 1907 e o seu nome provém da tribo ameríndia Choctaw.

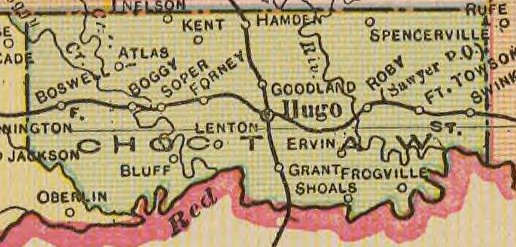
Mapa do condado de Choctaw, Oklahoma, em 1909

O condado tem uma área de 2074 km² (dos quais 69 km² estão cobertos por água), uma população de 15 342 habitantes, e uma densidade populacional de 8 hab/km² (segundo o censo nacional de 2000).